# Gilton Ribeiro
Gilton Ribeiro (* 25. März 1989 in Campo Grande) ist ein ehemaliger brasilianischer Fußballspieler.

## Karriere
Gilton begann seine Karriere 2008 bei Porto Alegre FC. Danach spielte er bei CA Juventus und Joinville EC. Sommer 2008 unterschrieb er einen Vertrag beim japanischen Zweitligisten Cerezo Osaka. Von 2009 bis 2010 spielte er beim Erstligisten Albirex Niigata und Kashima Antlers. 2010 gewann er mit Kashima den Kaiserpokal. 2011 kehrte er zu Joinville EC zurück. 2012 wechselte er zum Drittligisten Chapecoense. 2012 wurde er mit dem Verein Tabellendritter der dritten Liga und stieg in die zweite Liga auf. 2013 spielte er beim Zweitligisten Paraná Clube und Paysandu SC. Danach spielte er bei Brusque FC, Cuiabá EC und Guarani FC.